# Вёскинская волость

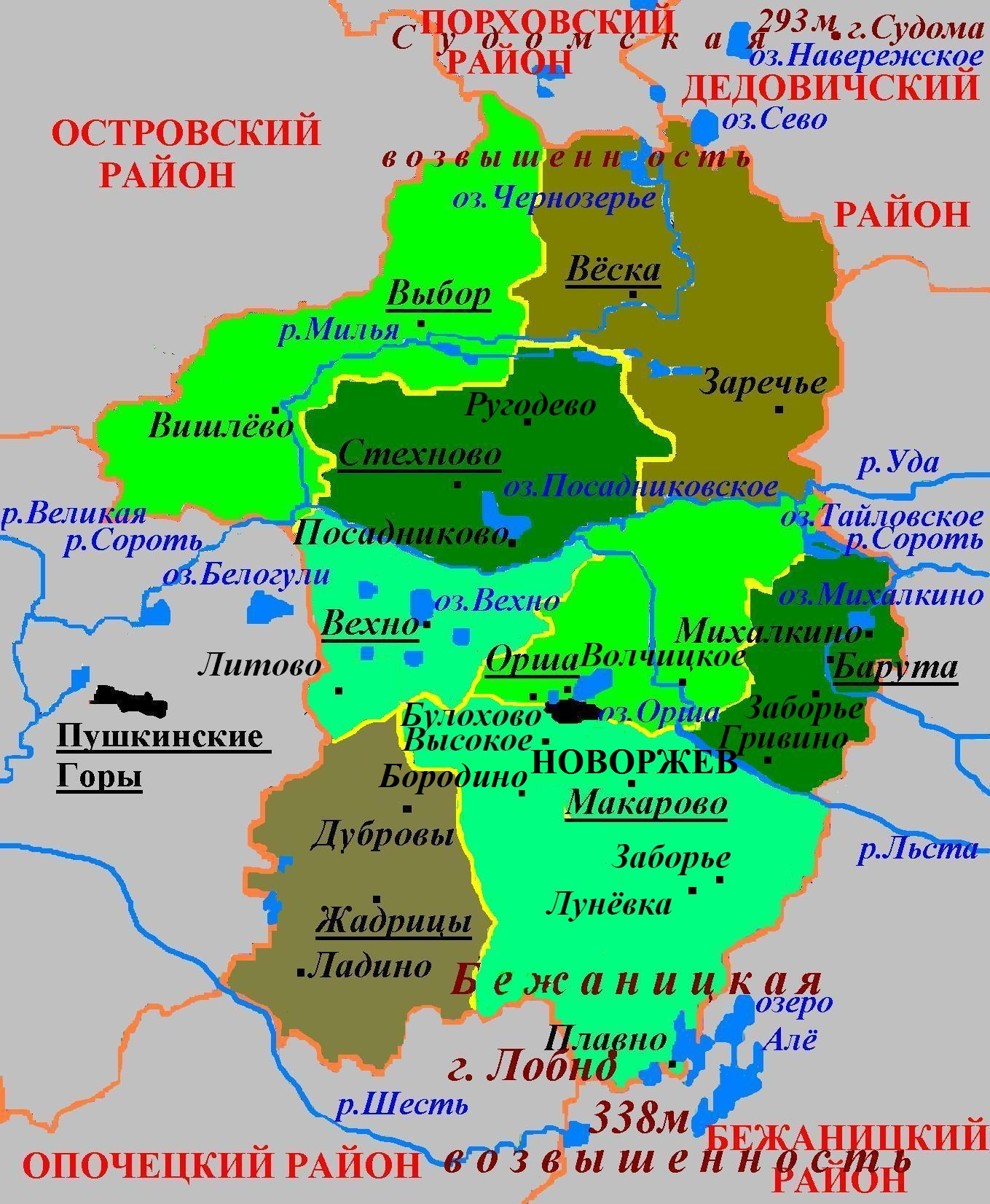
Административное деление Новоржевского района в 2005—2015 гг.

Вёскинская волость — упразднённые административно-территориальная единица 3-го уровня и муниципальное образование со статусом сельского поселения в Новоржевском районе Псковской области России.
Административный центр — деревня Вёска.

## География
Территория волости граничила на западе с Выборской и Стехновской, на юге — с Оршанской волостями Новоржевского района, на севере — с Порховским и Дедовичским районами, на востоке — с Бежаницким районом Псковской области.
На территории волости расположено озеро Чернозерье (2,1 км², глубиной до 4,5 м), Любавец или Кудровское (0,5 км², глубиной до 8 м), Алешинское (0,3 км², глубиной до 10 м).

## Население
| 2002 | 2010 | 2012 | 2013 | 2014 | 2015 |
| ---- | ---- | ---- | ---- | ---- | ---- |
| 501  | ↗617 | ↘608 | ↘573 | ↘556 | ↘529 |

## Населённые пункты
В состав Вёскинской волости входило 75 деревень: Заречье, Акулово, Адорье, Большое Алешно, Варитино, Василево, Грибаново, Доманьково, Дудкино, Зимник, Красное Кузино, Карузы, Кудрово, Клескалово, Кашиха, Каруево, Крашневец, Любавец, Максово, Михеево, Малое Алешно, Мясово, Никулино, Новины, Петрово, Пустошка, Рог, Рылово, Росстани, Суслово 1, Суслово 2, Старый Двор, Сушково, Сахино, Савин Бор, Селиваново, Ступино, Тетерино, Хвостово, Гридино, Ольхи, Денескино, Сипово, Дупли, Звездово, Яконово, Городище, Лунино, Вичиково, Дренино, Османово, Лентьево, Лопатино, Мотовилово, Лопаткино, Снятница, Кудяево, Бороденки, Туровец, Меженино, Глухово, Пухово, Жуково, Горки, Кабаны, Вёска, Большие Баксти, Вишенка, Руднево, Биряево, Казариново, Ясень, Гущино, Вопово, Поддубно.

## История
Постановлением Псковского областного Собрания депутатов от 26 января 1995 года все сельсоветы в Псковской области были переименованы в волости, в том числе Вёскинский сельсовет был превращён в Вёскинскую волость.
Законом Псковской области от 28 февраля 2005 года в границах Вёскинской и Зареченской волостей было также образовано муниципальные образования Вёскинская волость со статусом сельского поселения с 1 января 2006 года в составе муниципальное образование Новоржевский район со статусом муниципального района.
Законом Псковской области от 30 марта 2015 года волость была упразднена и 11 апреля 2015 года включена в состав Выборской волости с административным центром в деревне Выбор.

## Образование
В деревне Вёска работает «Вёскинская начальная общеобразовательная школа», филиал «Выборской средней общеобразовательная школы», с коллективом из 9 педагогов.

## Персоналии
- Николай Яковлевич Калистратов (р. 1950) — родился в деревне Адорье, генеральный директор ОАО «ПО «Севмаш», кандидат технических наук, почётный гражданин города Северодвинск, лауреат Государственной премии РФ, премии Правительства РФ[14].
- Лилия Анатольевна Никифорова (р. 1951) — родилась в деревне Карузы[15], врач-кардиолог высшей категории, имеет звание «Заслуженный врач Российской Федерации», депутат трёх созывов Псковского областного собрания депутатов[16].